# Rosemary Casals
Rosemary «Rosie» Casals (San Francisco, Califòrnia, 16 de setembre de 1948), és una tennista estatunidenca retirada d'ascendència catalana, besneboda de Pau Casals.
A la seva època va obtenir certs reconeixements d'alt nivell al món del tenis, quan va començar a competir en la dècada dels anys 1960. La seva carrera en el tenis es va estendre per més de dues dècades, va guanyar més de 90 títols i després ha treballat com a entrenadora al tenis femení. La seva particular tècnica va sacsejar el món del tenis durant els anys 1960 i 1970. Molts d'aquests canvis la van ajudar a guanyar popularitat en aquesta disciplina esportiva.
En el seu palmarès destaquen nou títols de Grand Slam en dobles femenins, i tres més en dobles mixts. Individualment fou finalista de Grand Slam en dues ocasions, per un total de vint-i-nou finals de Grand Slam disputades. Va formar part de l'equip estatunidenc de Copa Federació durant molts anys i va participar en els títols aconseguits en les edicions: 1967, 1976, 1977, 1978, 1979, 1980 i 1981. També fou capitana de l'equip es dues ocasions.
Va ser una de les tennistes impulsores del circuit de tennis professional femení, conegudes com Originals 9, i va formar part de la seva junta directa els primers deu anys.

## Biografia
Va néixer a San Francisco, filla d'emigrants d'El Salvador. A causa de la pobresa de la seva família, els seus besoncles es van encarregar de la seva educació junt a la seva germana gran Victoria. Sovint es va rebel·lar de moltes tradicions d'aquest esport ja que trobava que només servien per evidenciar les diferències econòmiques entre jugadors. Per exemple, en més d'una ocasió va estar apunt de ser expulsada del torneig Wimbledon per no vestir totalment de blanc, i es va caracteritzar per vestir conjunts de colors brillants dissenyats per Ted Tinling.
Després de la seva retirada es va dedicar a promocionar l'esport femení i especialment per dones grans. El seu personatge apareix en les pel·lícules When Billie Beat Bobby (2001) i Battle of the Sexes (2017).
Va ser inclosa a l'International Tennis Hall of Fame l'any 1996.

## Torneigs de Grand Slam

### Individual: 2 (0−2)
| Resultat  | Núm. | Any  | Torneig     | Oponent          | Marcador      |
| --------- | ---- | ---- | ----------- | ---------------- | ------------- |
| Finalista | 1.   | 1970 | US Open     | Margaret Court   | 2−6, 6−2, 1−6 |
| Finalista | 2.   | 1971 | US Open (2) | Billie Jean King | 4−6, 6−7(2)   |

### Dobles femenins: 21 (9−12)
| Resultat   | Núm. | Any  | Torneig                  | Parella            | Oponents                           | Marcador       |
| ---------- | ---- | ---- | ------------------------ | ------------------ | ---------------------------------- | -------------- |
| Finalista  | 1.   | 1966 | US Championships         | Billie Jean King   | Maria Bueno Nancy Richey           | 3−6, 4−6       |
| Guanyadora | 1.   | 1967 | Wimbledon                | Billie Jean King   | Maria Bueno Nancy Richey           | 9−11, 6−4, 6−2 |
| Guanyadora | 2.   | 1967 | US Championships         | Billie Jean King   | Mary-Ann Eisel Donna Floyd Fales   | 4−6, 6−3, 6−4  |
| Finalista  | 2.   | 1968 | Internationaux de France | Billie Jean King   | Françoise Dürr Ann Haydon-Jones    | 5−7, 6−4, 4−6  |
| Guanyadora | 3.   | 1968 | Wimbledon (2)            | Billie Jean King   | Françoise Dürr Ann Haydon-Jones    | 3−6, 6−4, 7−5  |
| Finalista  | 3.   | 1968 | US Open (2)              | Billie Jean King   | Maria Bueno Margaret Court         | 6−4, 7−9, 6−8  |
| Finalista  | 4.   | 1969 | Open d'Austràlia         | Billie Jean King   | Margaret Court Judy Tegart Dalton  | 4−6, 4−6       |
| Finalista  | 5.   | 1970 | Roland Garros (2)        | Billie Jean King   | Françoise Dürr Gail Lovera         | 1−6, 6−3, 3−6  |
| Guanyadora | 4.   | 1970 | Wimbledon (3)            | Billie Jean King   | Françoise Dürr Virginia Wade       | 6−2, 6−3       |
| Finalista  | 6.   | 1970 | US Open (3)              | Virginia Wade      | Margaret Court Julie Tegart Dalton | 3−6, 4−6       |
| Guanyadora | 5.   | 1971 | Wimbledon (4)            | Billie Jean King   | Margaret Court Evonne Goolagong    | 6−3, 6−2       |
| Guanyadora | 6.   | 1971 | US Open (2)              | Judy Tegart Dalton | Françoise Dürr Gail Lovera         | 6−3, 6−3       |
| Guanyadora | 7.   | 1973 | Wimbledon (5)            | Billie Jean King   | Françoise Dürr Betty Stöve         | 6−1, 4−6, 7−5  |
| Finalista  | 7.   | 1973 | US Open (4)              | Billie Jean King   | Margaret Court Virginia Wade       | 6−3, 3−6, 5−7  |
| Guanyadora | 8.   | 1974 | US Open (3)              | Billie Jean King   | Françoise Dürr Betty Stöve         | 7−6, 6−7, 6−4  |
| Finalista  | 8.   | 1975 | US Open (5)              | Billie Jean King   | Margaret Court Virginia Wade       | 5−7, 6−2, 6−7  |
| Finalista  | 9.   | 1980 | Wimbledon                | Wendy Turnbull     | Kathy Jordan Anne Smith            | 6−4, 5−7, 1−6  |
| Finalista  | 10.  | 1981 | US Open (6)              | Wendy Turnbull     | Kathy Jordan Anne Smith            | 3−6, 3−6       |
| Finalista  | 11.  | 1982 | Roland Garros (3)        | Wendy Turnbull     | Anne Smith Martina Navrátilová     | 3−6, 4−6       |
| Guanyadora | 9.   | 1982 | US Open (4)              | Wendy Turnbull     | Barbara Potter Sharon Walsh        | 6−4, 6−4       |
| Finalista  | 12.  | 1983 | Wimbledon (2)            | Wendy Turnbull     | Pam Shriver Martina Navrátilová    | 2−6, 2−6       |

### Dobles mixts: 6 (3−3)
| Resultat   | Núm. | Any  | Torneig          | Parella       | Oponents                       | Marcador      |
| ---------- | ---- | ---- | ---------------- | ------------- | ------------------------------ | ------------- |
| Finalista  | 1.   | 1967 | US Championships | Stan Smith    | Billie Jean King Owen Davidson | 3−6, 2−6      |
| Guanyadora | 1.   | 1970 | Wimbledon        | Ilie Năstase  | Olga Morozova Alex Metreveli   | 6−3, 4−6, 9−7 |
| Guanyadora | 2.   | 1972 | Wimbledon (2)    | Ilie Năstase  | Evonne Goolagong Kim Warwick   | 6−4, 6−4      |
| Finalista  | 2.   | 1972 | US Open (2)      | Ilie Năstase  | Margaret Court Marty Riessen   | 3−6, 5−7      |
| Guanyadora | 3.   | 1975 | US Open          | Dick Stockton | Fred Stolle Billie Jean King   | 6−3, 6−7, 6−3 |
| Finalista  | 3.   | 1976 | Wimbledon        | Dick Stockton | Françoise Dürr Tony Roche      | 3−6, 6−2, 5−7 |

## Palmarès

### Individual: 61 (16−45)
| Títols per superfície |
| --------------------- |
| Dura (5−14)           |
| Gespa (1−6)           |
| Terra batuda (5−8)    |
| Moqueta (3−13)        |

| Resultat   | Núm. | Data                   | Torneig                       | Superfície   | Oponent              | Marcador            |
| ---------- | ---- | ---------------------- | ----------------------------- | ------------ | -------------------- | ------------------- |
| Finalista  | 1.   | 17 de maig de 1965     | Portola Valley, Estats Units  | Dura         | Billie Jean Moffitt  | 2−6, 6−8            |
| Finalista  | 2.   | 27 de setembre de 1965 | Berkeley, Estats Units        | Dura         | Judy Tegart          | 4−6, 6−3, 5−7       |
| Guanyadora | 1.   | 1965                   | Sacramento, Estats Units      | Dura         |                      |                     |
| Finalista  | 3.   | 21 d'abril de 1966     | Ojai Valley, Estats Units     | Dura         | Billie Jean King     | 2−6, 4−6            |
| Finalista  | 4.   | 25 de juliol de 1966   | South Orange, Estats Units    | Gespa        | Donna Floyd Fales    | 7−5, 3−6, 0−6       |
| Finalista  | 5.   | 26 de setembre de 1966 | Berkeley (2)                  | Dura         | Maria Bueno          | 4−6, 6−2, 1−6       |
| Finalista  | 6.   | 2 de gener de 1967     | Perth, Austràlia              | Gespa        | Françoise Dürr       | 6−4, 5−7, 3−6       |
| Guanyadora | 2.   | 29 de gener de 1967    | Auckland, Nova Zelanda        | Gespa        | Françoise Dürr       | 6−2, 7−5            |
| Finalista  | 7.   | 1 de maig de 1967      | Portola Valley (2)            | Dura         | Billie Jean King     | 1−6, 3−6            |
| Finalista  | 8.   | 17 de juliol de 1967   | Båstad, Suècia                | Terra batuda | Françoise Dürr       | 5−7, 6−2, 2−6       |
| Finalista  | 9.   | 18 de setembre de 1967 | Los Angeles, Estats Units     | Dura (i)     | Billie Jean King     | 0−6, 4−6            |
| Finalista  | 10.  | 30 d'octubre de 1967   | Buenos Aires, Argentina       | Terra batuda | Billie Jean King     | 3−6, 6−3, 2−6       |
| Finalista  | 11.  | 20 de febrer de 1968   | Winchester, Estats Units      | Moqueta (i)  | Billie Jean King     | 3−6, 7−9            |
| Finalista  | 12.  | 26 de febrer de 1968   | Long Island, Estats Units     | Moqueta (i)  | Billie Jean King     |                     |
| Finalista  | 13.  | 14 d'abril de 1968     | Canes, França                 | Terra batuda | Billie Jean King     | 6−10                |
| Finalista  | 14.  | 10 d'agost de 1968     | Binghamton, Estats Units      |              | Billie Jean King     | 8−10, 4−6           |
| Guanyadora | 3.   | 14 de setembre de 1968 | Los Angeles                   | Dura (i)     | Maria Bueno          | 6−4, 6−4            |
| Finalista  | 15.  | 13 de gener de 1969    | Sydney, Austràlia             | Gespa        | Margaret Smith Court | 1−6, 2−6            |
| Finalista  | 16.  | 22 de juliol de 1969   | Gstaad, Suïssa                | Terra batuda | Françoise Dürr       | 4−6, 6−4, 2−6       |
| Finalista  | 17.  | 5 d'agost de 1969      | Saint Louis, Estats Units     | Moqueta (i)  | Billie Jean King     | 4−6, 2−6            |
| Finalista  | 18.  | 8 de setembre de 1969  | Incline Village, Estats Units |              | Billie Jean King     | 0−6, 4−6            |
| Finalista  | 19.  | 4 d'octubre de 1969    | Midland, Estats Units         |              | Billie Jean King     | 3−6, 3−6            |
| Guanyadora | 4.   | 13 d'octubre de 1969   | Walla Walla, Estats Units     |              | Billie Jean King     | 8−6                 |
| Finalista  | 20.  | 6 d'abril de 1970      | Rondebosch, Sud-àfrica        | Dura         | Billie Jean King     | 1−6, 0−6            |
| Guanyadora | 5.   | 13 de juliol de 1970   | Gstaad                        | Terra batuda | Françoise Dürr       | 6−2, 5−7, 6−2       |
| Guanyadora | 6.   | 19 de juliol de 1970   | Cincinnati, Estats Units      | Terra batuda | Nancy Richey         | 6−3, 6−3            |
| Finalista  | 21.  | 10 d'agost de 1970     | Toronto, Canadà               | Terra batuda | Margaret Smith Court | 8−6, 4−6, 4−6       |
| Finalista  | 22.  | 2 de setembre de 1970  | US Open, Estats Units         | Gespa        | Margaret Smith Court | 2−6, 6−2, 1−6       |
| Guanyadora | 7.   | 21 de setembre de 1970 | Houston, Estats Units         | Terra batuda | Judy Tegart-Dalton   | 5−7, 6−1, 7−5       |
| Finalista  | 23.  | 28 de setembre de 1970 | Berkeley (3)                  | Dura         | Nancy Richey         | 6−7, 4−6            |
| Finalista  | 24.  | 6 de gener de 1971     | San Francisco, Estats Units   | Dura (i)     | Billie Jean King     | 3−6, 4−6            |
| Finalista  | 25.  | 14 de gener de 1971    | Long Beach, Estats Units      | Dura (i)     | Billie Jean King     | 1−6, 2−6            |
| Finalista  | 26.  | 21 de gener de 1971    | Milwaukee, Estats Units       |              | Billie Jean King     | 3−6, 2−6            |
| Finalista  | 27.  | 25 de gener de 1971    | Oklahoma City, Estats Units   | Dura (i)     | Billie Jean King     | 6−1, 6−7, 4−6       |
| Guanyadora | 8.   | 9 de febrer de 1971    | Filadèlfia, Estats Units      | Dura (i)     | Françoise Dürr       | 6−3, 3−6, 6−2       |
| Finalista  | 28.  | 26 de febrer de 1971   | Winchester (2)                | Moqueta (i)  | Billie Jean King     | 6−4, 2−6, 3−6       |
| Finalista  | 29.  | 18 de març de 1971     | Detroit, Estats Units         | Moqueta (i)  | Billie Jean King     | 6−3, 1−6, 2−6       |
| Guanyadora | 9.   | 24 de març de 1971     | Nova York, Estats Units       | Moqueta (i)  | Billie Jean King     | 6−4, 6−4            |
| Finalista  | 30.  | 22 d'abril de 1971     | San Diego, Estats Units       | Dura         | Billie Jean King     | 6−3, 5−6, 1−6       |
| Finalista  | 31.  | 12 de juliol de 1971   | Hoylake, Regne Unit           | Gespa        | Billie Jean King     | 3−6, 3−6            |
| Finalista  | 32.  | 28 de juliol de 1971   | Venècia, Itàlia               | Terra batuda | Helga Masthoff       | 6−3, 4−6, 3−6       |
| Finalista  | 33.  | 1 de setembre de 1971  | US Open (2)                   | Gespa        | Billie Jean King     | 4−6, 6−7            |
| Finalista  | 34.  | 14 de setembre de 1971 | Louisville, Estats Units      | Terra batuda | Billie Jean King     | 1−6, 6−4, 3−6       |
| Guanyadora | 10.  | 20 de setembre de 1971 | Los Angeles (2)               | Dura         | Billie Jean King     | 6−6, retirada       |
| Finalista  | 35.  | 27 de setembre de 1971 | Phoenix, Estats Units         | Dura         | Billie Jean King     | 5−7, 1−6            |
| Guanyadora | 11.  | 19 de gener de 1972    | Long Beach                    | Dura         | Françoise Dürr       | 6−2, 6−7(4), 6−3    |
| Guanyadora | 12.  | 16 de febrer de 1972   | Oklahoma City                 | Moqueta (i)  | Valerie Ziegenfuss   | 6−4, 6−1            |
| Finalista  | 36.  | 28 de febrer de 1972   | Birmingham, Estats Units      | Moqueta (i)  | Kerry Melville       | 3−6, 7−6(4), 4−6    |
| Finalista  | 37.  | 7 de desembre de 1972  | Nova York                     | Moqueta (i)  | Virginia Wade        | 3−6, 3−6            |
| Guanyadora | 13.  | 1 d'agost de 1972      | Columbus, Estats Units        | Terra batuda | Françoise Dürr       | 6−7(2), 7−6(0), 6−0 |
| Finalista  | 38.  | 19 de febrer de 1973   | Indianàpolis, Estats Units    | Moqueta (i)  | Billie Jean King     | 7−5, 2−6, 4−6       |
| Finalista  | 39.  | 16 d'abril de 1973     | Jacksonville, Estats Units    | Terra batuda | Margaret Smith Court | 7−5, 3−6, 1−6       |
| Guanyadora | 14.  | 30 d'abril de 1973     | Hilton Head, Estats Units     | Terra batuda | Nancy Richey-Gunter  | 3−6, 6−1, 7−5       |
| Guanyadora | 15.  | 10 de setembre de 1973 | Saint Louis                   |              | Karen Krantzcke      | 6−4, 6−7, 6−0       |
| Finalista  | 40.  | 17 de setembre de 1973 | Houston                       | Moqueta (i)  | Françoise Dürr       | 4−6, 6−1, 4−6       |
| Guanyadora | 16.  | 23 de novembre de 1973 | Baltimore, Estats Units       | Moqueta (i)  | Billie Jean King     | 3−6, 7−6(3), 6−4    |
| Finalista  | 41.  | 20 de febrer de 1974   | Detroit (2)                   | Moqueta (i)  | Billie Jean King     | 1−6, 1−6            |
| Finalista  | 42.  | 25 de febrer de 1974   | Chicago, Estats Units         | Moqueta (i)  | Virginia Wade        | 6−2, 4−6, 1−6       |
| Finalista  | 43.  | 18 de novembre de 1974 | Hirakata, Japó                | Moqueta (i)  | Chris Evert          | 0−6, 2−6            |
| Finalista  | 44.  | 17 de febrer de 1976   | Detroit (3)                   | Moqueta (i)  | Chris Evert          | 4−6, 2−6            |
| Finalista  | 45.  | 23 de gener de 1978    | Los Angeles (2)               | Dura (i)     | Martina Navrátilová  | 3−6, 2−6            |

### Dobles femenins: 199 (127−72)
| Títols per superfície |
| --------------------- |
| Dura (31−13)          |
| Gespa (22−17)         |
| Terra batuda (27−13)  |
| Moqueta (44−28)       |

| Resultat   | Núm. | Data                    | Torneig                                                        | Superfície   | Parella              | Oponents                                | Marcador            |
| ---------- | ---- | ----------------------- | -------------------------------------------------------------- | ------------ | -------------------- | --------------------------------------- | ------------------- |
| Guanyadora | 1.   | 29 de setembre de 1964  | Los Angeles, Estats Units                                      | Dura         | Margaret Fredericks  | Kathy Blake Kathleen Harter             | 6−3, 3−6, 7−5       |
| Guanyadora | 2.   | 17 de maig de 1965      | Portola Valley, Estats Units                                   | Dura         | Cecilia Martinez     | Kathleen Harter Sue Shrader             | 6−4, 1−6, 6−4       |
| Finalista  | 1.   | 27 de setembre de 1965  | Berkeley, Estats Units                                         | Dura         | Cecilia Martinez     | Carole Caldwell Judy Tegart             | 1−6, 2−6            |
| Guanyadora | 3.   | 15 de febrer de 1966    | Chestnut Hill, Estats Units                                    | Moqueta (i)  | Billie Jean King     | Justina Bricka Carol Hanks              | 3−6, 6−4, 6−2       |
| Guanyadora | 4.   | 21 d'abril de 1966      | Ojai Valley, Estats Units                                      | Dura         | Billie Jean King     | Lynn Abbes Carole Loop                  | 6−3, 6−1            |
| Guanyadora | 5.   | 16 de maig de 1966      | La Jolla, Estats Units                                         | Dura         | Billie Jean King     | Dorothy Bundy Nancy Richey              | 6−2, 6−4            |
| Guanyadora | 6.   | 24 de maig de 1966      | Oklahoma City, Estats Units                                    | Terra batuda | Billie Jean King     | Carol Hanks Justina Bricka              | 4−6, 6−3, 8−6       |
| Guanyadora | 7.   | 25 de juliol de 1966    | South Orange, Estats Units                                     | Gespa        | Billie Jean King     | Winnie Shaw Virginia Wade               | 15−13, 7−9, 7−5     |
| Finalista  | 2.   | 1 de setembre de 1966   | US Championships, Estats Units                                 | Gespa        | Billie Jean King     | Maria Bueno Nancy Richey                | 3−6, 4−6            |
| Guanyadora | 8.   | 26 de setembre de 1966  | Berkeley                                                       | Dura         | Judy Tegart          | Winnie Shaw Virginia Wade               | 6−1, 6−4            |
| Finalista  | 3.   | 8 de desembre de 1966   | Adelaida, Austràlia                                            | Gespa        | Nancy Richey         | Judy Tegart Lesley Turner               | 5−7, 4−6            |
| Finalista  | 4.   | 2 de gener de 1967      | Perth, Austràlia                                               | Gespa        | Nancy Richey         | Françoise Dürr Gail Sherriff            | 6−4, 4−6, 0−6       |
| Guanyadora | 9.   | 29 de gener de 1967     | Auckland, Nova Zelanda                                         | Gespa        | Françoise Dürr       | Kerry Melville Gail Sherriff            | 6−4, 10−8           |
| Guanyadora | 10.  | 2 de maig de 1967       | Roma, Itàlia                                                   | Terra batuda | Lesley Turner        | Sylvana Lazzarino Lea Pericoli          | 7−5, 7−5            |
| Guanyadora | 11.  | 26 de juny de 1967      | Wimbledon, Regne Unit                                          | Gespa        | Billie Jean King     | Maria Bueno Nancy Richey                | 9−11, 6−4, 6−2      |
| Guanyadora | 12.  | 29 de juliol de 1967    | South Orange (2)                                               | Gespa        | Billie Jean King     | Mary-Ann Eisel Donna Floyd Fales        | 6−3, 13−15, 6−4     |
| Guanyadora | 13.  | 31 d'agost de 1967      | US Championships                                               | Gespa        | Billie Jean King     | Mary-Ann Eisel Donna Floyd Fales        | 3−6, 6−3, 6−4       |
| Guanyadora | 14.  | 25 de setembre de 1967  | Berkeley (2)                                                   | Dura         | Billie Jean King     | Françoise Dürr Judy Tegart              | 6−3, 6−4            |
| Guanyadora | 15.  | 1 de gener de 1968      | Perth                                                          | Gespa        | Billie Jean King     | Margaret Smith Court Gail Sherriff      | 8−6, 4−6, 6−2       |
| Guanyadora | 16.  | 16 de febrer de 1968    | Salem, Estats Units                                            | Moqueta (i)  | Billie Jean King     | Mary-Ann Eisel Kathleen Harter          | 16−14, 6−3          |
| Guanyadora | 17.  | 20 de febrer de 1968    | Winchester, Estats Units                                       | Moqueta (i)  | Billie Jean King     | Mary-Ann Eisel Kathleen Harter          | 6−2, 6−2            |
| Finalista  | 5.   | 27 de maig de 1968      | Internationaux de France, França                               | Terra batuda | Billie Jean King     | Françoise Dürr Ann Haydon-Jones         | 5−7, 6−4, 4−6       |
| Guanyadora | 18.  | 24 de juny de 1968      | Wimbledon (2)                                                  | Gespa        | Billie Jean King     | Françoise Dürr Ann Haydon-Jones         | 3−6, 6−4, 7−5       |
| Guanyadora | 19.  | 8 de juliol de 1968     | Dublín, Irlanda                                                | Gespa        | Ann Haydon-Jones     | Margaret Smith Court Patti Hogan        | 6−3, 7−5            |
| Finalista  | 6.   | 29 d'agost de 1968      | US Open (2)                                                    | Gespa        | Billie Jean King     | Maria Bueno Margaret Smith Court        | 6−4, 7−9, 6−8       |
| Finalista  | 7.   | 13 de gener de 1969     | Sydney, Austràlia                                              | Gespa        | Billie Jean King     | Margaret Smith Court Judy Tegart        | 13−15, 6−4, 3−6     |
| Finalista  | 8.   | 20 de gener de 1969     | Australian Open, Austràlia                                     | Gespa        | Billie Jean King     | Margaret Smith Court Judy Tegart        | 4−6, 4−6            |
| Guanyadora | 20.  | 14 d'abril de 1969      | Durban, Sud-àfrica                                             | Dura         | Billie Jean King     | Annette Van Zyl Pat Walkden             | 6−3, 1−6, 6−2       |
| Finalista  | 9.   | 21 d'abril de 1969      | Roma                                                           | Terra batuda | Billie Jean King     | Françoise Dürr Ann Haydon-Jones         | 3−6, 6−3, 2−6       |
| Finalista  | 10.  | 9 de juny de 1969       | Bristol, Regne Unit                                            | Gespa        | Billie Jean King     | Margaret Smith Court Judy Tegart        | 4−6, 2−6            |
| Finalista  | 11.  | 7 de juliol de 1969     | Dublín                                                         | Gespa        | Billie Jean King     | Karen Krantzcke Kerry Melville          | 7−5, 2−6, 4−6       |
| Guanyadora | 21.  | 22 de juliol de 1969    | Gstaad, Suïssa                                                 | Terra batuda | Billie Jean King     | Françoise Dürr Ann Haydon-Jones         | 8−6, 6−3            |
| Guanyadora | 22.  | 22 de setembre de 1969  | Los Angeles (2)                                                | Dura         | Billie Jean King     | Françoise Dürr Ann Haydon-Jones         | 6−8, 8−6, 11−9      |
| Finalista  | 12.  | 17 de novembre de 1969  | Londres, Regne Unit                                            | Dura (i)     | Billie Jean King     | Ann Haydon-Jones Virginia Wade          | 2−6, 4−6            |
| Guanyadora | 23.  | 23 de novembre de 1969  | Estocolm, Suècia                                               | Moqueta (i)  | Billie Jean King     | Françoise Dürr Julie Heldman            | 6−4, 6−4            |
| Guanyadora | 24.  | 13 de febrer de 1970    | Dallas, Estats Units                                           | Moqueta (i)  | Billie Jean King     | Mary-Ann Eisel Patti Hogan              | 10−8, 6−3           |
| Guanyadora | 25.  | 22 de març de 1970      | Johannesburg, Sud-àfrica                                       | Dura         | Billie Jean King     | Karen Krantzcke Kerry Melville          | 6−2, 6−2            |
| Guanyadora | 26.  | 6 d'abril de 1970       | Durban (2)                                                     | Dura         | Billie Jean King     | Margaret Smith Court Judy Tegart-Dalton | 7−5, 6−3            |
| Guanyadora | 27.  | 20 d'abril de 1970      | Roma (2)                                                       | Terra batuda | Billie Jean King     | Françoise Dürr Virgina Wade             | 6−2, 3−6, 9−7       |
| Finalista  | 13.  | 27 d'abril de 1970      | Bournemouth, Regne Unit                                        | Terra batuda | Billie Jean King     | Margaret Smith Court Judy Tegart-Dalton | 2−6, 8−6, 5−7       |
| Finalista  | 14.  | 26 de maig de 1970      | Roland Garros (2)                                              | Terra batuda | Billie Jean King     | Gail Sherriff Françoise Dürr            | 1−6, 6−3, 3−6       |
| Guanyadora | 28.  | 15 de juny de 1970      | Londres, Regne Unit                                            | Gespa        | Billie Jean King     | Karen Krantzcke Kerry Melville          | 6−4, 6−3            |
| Guanyadora | 29.  | 22 de juny de 1970      | Wimbledon (3)                                                  | Gespa        | Billie Jean King     | Françoise Dürr Virgina Wade             | 6−2, 6−3            |
| Guanyadora | 30.  | 6 de juliol de 1970     | Newport, Regne Unit                                            | Gespa        | Judy Tegart-Dalton   | Ann Haydon-Jones Patti Hogan            | 6−3, 6−2            |
| Guanyadora | 31.  | 13 de juliol de 1970    | Gstaad (2)                                                     | Terra batuda | Françoise Dürr       | Helga Masthoff Betty Stöve              | 6−2, 6−2            |
| Guanyadora | 32.  | 19 de juliol de 1970    | Cincinnati, Estats Units                                       | Terra batuda | Gail Sherriff        | Helen Gourlay Pat Walkden               | 12−10, 6−1          |
| Guanyadora | 33.  | 20 de juliol de 1970    | Indianàpolis, Estats Units                                     | Terra batuda | Gail Sherriff        | Helen Gourlay Pat Walkden               | 6−2, 6−2            |
| Guanyadora | 34.  | 10 d'agost de 1970      | Toronto, Canadà                                                | Terra batuda | Margaret Smith Court | Helen Gourlay Pat Walkden               | 6−0, 6−1            |
| Guanyadora | 35.  | 24 d'agost de 1970      | South Orange (3)                                               | Gespa        | Virginia Wade        | Gail Sherriff Françoise Dürr            | 6−3, 6−4            |
| Finalista  | 15.  | 2 de setembre de 1970   | US Open (3)                                                    | Gespa        | Virginia Wade        | Margaret Smith Court Judy Tegart-Dalton | 3−6, 4−6            |
| Guanyadora | 36.  | 5 de novembre de 1970   | Richmond, Estats Units                                         | Terra batuda | Billie Jean King     | Mary-Ann Eisel Valerie Ziegenfuss       | 6−4, 6−4            |
| Guanyadora | 37.  | 16 de novembre de 1970  | Londres, Regne Unit                                            | Dura (i)     | Billie Jean King     | Ann Haydon-Jones Virginia Wade          | 6−3, 7−5            |
| Guanyadora | 38.  | 6 de gener de 1971      | San Francisco, Estats Units                                    | Dura (i)     | Billie Jean King     | Ann Haydon-Jones Françoise Dürr         | 6−4, 6−7, 6−1       |
| Guanyadora | 39.  | 14 de gener de 1971     | Long Beach, Estats Units                                       | Dura (i)     | Billie Jean King     | Ann Haydon-Jones Françoise Dürr         | 7−5, 6−3            |
| Guanyadora | 40.  | 21 de gener de 1971     | Milwaukee, Estats Units                                        |              | Billie Jean King     | Ann Haydon-Jones Françoise Dürr         | 6−3, 1−6, 6−2       |
| Guanyadora | 41.  | 25 de gener de 1971     | Oklahoma City (2)                                              | Dura (i)     | Billie Jean King     | Mary-Ann Eisel Valerie Ziegenfuss       | 6−7, 6−0, 7−5       |
| Guanyadora | 42.  | 4 de febrer de 1971     | Nashville, Estats Units                                        |              | Billie Jean King     | Françoise Dürr Ann Haydon-Jones         | 6−4, 7−5            |
| Guanyadora | 43.  | 9 de febrer de 1971     | Filadèlfia, Estats Units                                       | Dura (i)     | Billie Jean King     |                                         | Renúncia            |
| Guanyadora | 44.  | 26 de febrer de 1971    | Winchester (2)                                                 | Moqueta (i)  | Billie Jean King     | Françoise Dürr Ann Haydon-Jones         | 6−4, 7−5            |
| Finalista  | 16.  | 12 d'abril de 1971      | Las Vegas, Estats Units                                        |              | Billie Jean King     | Françoise Dürr Ann Haydon-Jones         | 6−0, 2−6, 4−6       |
| Guanyadora | 45.  | 22 d'abril de 1971      | San Diego, Estats Units                                        | Dura         | Billie Jean King     | Judy Tegart-Dalton Françoise Dürr       | 6−7, 6−2, 6−3       |
| Guanyadora | 46.  | 10 de maig de 1971      | Hurlingham, Regne Unit                                         | Terra batuda | Billie Jean King     | Margaret Smith Court Evonne Goolagong   | 6−1, 6−4            |
| Guanyadora | 47.  | 17 de maig de 1971      | Hamburg, Alemanya Occidental                                   | Terra batuda | Billie Jean King     | Helga Masthoff Heide Schildknecht       | 6−2, 6−1            |
| Guanyadora | 48.  | 14 de juny de 1971      | Londres (2)                                                    | Gespa        | Billie Jean King     | Mary-Ann Eisel Valerie Ziegenfuss       | 6−3, 6−2            |
| Guanyadora | 49.  | 21 de juny de 1971      | Wimbledon (4)                                                  | Gespa        | Billie Jean King     | Margaret Smith Court Evonne Goolagong   | 6−3, 6−2            |
| Guanyadora | 50.  | 12 de juliol de 1971    | Hoylake, Regne Unit                                            | Gespa        | Billie Jean King     | Margaret Smith Court Evonne Goolagong   | Renúncia            |
| Guanyadora | 51.  | 19 de juliol de 1971    | Kitzbühel, Àustria                                             | Terra batuda | Billie Jean King     | Helga Masthoff Heide Schildknecht       | 6−2, 6−4            |
| Guanyadora | 52.  | 28 de juliol de 1971    | Venècia, Itàlia                                                | Terra batuda | Judy Tegart-Dalton   | Gail Sherriff Françoise Dürr            | 3−6, 6−4, 6−4       |
| Guanyadora | 53.  | 2 d'agost de 1971       | Houston, Estats Units                                          | Moqueta (i)  | Billie Jean King     | Judy Tegart-Dalton Françoise Dürr       | 6−3, 1−6, 6−2       |
| Guanyadora | 54.  | 9 d'agost de 1971       | Toronto (2)                                                    | Terra batuda | Françoise Dürr       | Lesley Turner Evonne Goolagong          | 6−3, 6−2            |
| Finalista  | 17.  | 16 d'agost de 1971      | Chicago, Estats Units                                          | Moqueta (i)  | Billie Jean King     | Françoise Dürr Judy Tegart-Dalton       | 4−6, 6−7            |
| Guanyadora | 55.  | 1 de setembre de 1971   | US Open (2)                                                    | Gespa        | Judy Tegart-Dalton   | Gail Sherriff Françoise Dürr            | 6−3, 6−3            |
| Guanyadora | 56.  | 20 de setembre de 1971  | Los Angeles (3)                                                | Dura         | Billie Jean King     | Judy Tegart-Dalton Françoise Dürr       | 6−3, 6−2            |
| Guanyadora | 57.  | 27 de setembre de 1971  | Phoenix, Estats Units                                          | Dura         | Billie Jean King     | Judy Tegart-Dalton Françoise Dürr       | 6−3, 6−2            |
| Guanyadora | 58.  | 1 de desembre de 1971   | Christchurch, Nova Zelanda                                     | Gespa        | Billie Jean King     | Judy Tegart-Dalton Françoise Dürr       | 6−3, 9−8            |
| Guanyadora | 59.  | 12 de gener de 1972     | San Francisco (2)                                              | Dura         | Virginia Wade        | Judy Tegart-Dalton Françoise Dürr       | 6−3, 5−7, 6−2       |
| Guanyadora | 60.  | 19 de gener de 1972     | Long Beach (2)                                                 | Dura         | Virginia Wade        | Helen Gourlay Karen Krantzcke           | 6−4, 5−7, 7−5       |
| Guanyadora | 61.  | 24 de gener de 1972     | Hingham, Estats Units                                          | Moqueta (i)  | Virginia Wade        | Judy Tegart-Dalton Françoise Dürr       | 2−6, 6−3, 7−6(4)    |
| Guanyadora | 62.  | 16 de febrer de 1972    | Oklahoma City (3)                                              | Moqueta (i)  | Billie Jean King     | Judy Tegart-Dalton Françoise Dürr       | 6−7(4), 7−6(2), 6−2 |
| Finalista  | 18.  | 28 de febrer de 1972    | Birmingham, Estats Units                                       | Moqueta (i)  | Kerry Melville       | Françoise Dürr Judy Tegart-Dalton       | 1−6, 1−6            |
| Guanyadora | 63.  | 6 de març de 1972       | Dallas (2)                                                     | Moqueta (i)  | Billie Jean King     | Judy Tegart-Dalton Françoise Dürr       | 6−3, 4−6, 7−5       |
| Guanyadora | 64.  | 20 de març de 1972      | Richmond (2)                                                   | Terra batuda | Billie Jean King     | Judy Tegart-Dalton Karen Krantzcke      | 7−5, 7−6            |
| Guanyadora | 65.  | 27 de març de 1972      | San Juan, Puerto Rico                                          | Dura         | Billie Jean King     | Judy Tegart-Dalton Karen Krantzcke      | 6−2, 6−3            |
| Guanyadora | 66.  | 1 de maig de 1972       | Indianàpolis (2)                                               | Moqueta (i)  | Karen Krantzcke      | Judy Tegart-Dalton Françoise Dürr       | 6−2, 6−3            |
| Finalista  | 19.  | 12 de juny de 1972      | Bristol, Regne Unit                                            | Gespa        | Billie Jean King     | Helen Gourlay Karen Krantzcke           | 4−6, 2−6            |
| Guanyadora | 67.  | 19 de juny de 1972      | Londres (3)                                                    | Gespa        | Billie Jean King     | Brenda Kirk Pat Pretorius               | 5−7, 6−0, 6−2       |
| Finalista  | 20.  | 22 d'agost de 1972      | Newport                                                        | Gespa        | Billie Jean King     | Margaret Smith Court Lesley Hunt        | 2−6, 2−6            |
| Guanyadora | 68.  | 27 de setembre de 1972  | Phoenix (2)                                                    | Dura         | Wendy Overton        | Françoise Dürr Betty Stöve              | 6−4, 6−3            |
| Guanyadora | 69.  | 23 de gener de 1973     | Inglewood, Estats Units                                        | Moqueta (i)  | Julie Heldman        | Margaret Smith Court Lesley Hunt        | Renúncia            |
| Guanyadora | 70.  | 29 de gener de 1973     | Bethesda, Estats Units                                         | Moqueta (i)  | Julie Heldman        | Kerry Harris Kerry Melville             | 6−3, 6−3            |
| Finalista  | 21.  | 5 de febrer de 1973     | Miami, Estats Units                                            | Terra batuda | Billie Jean King     | Françoise Dürr Betty Stöve              | 6−4, 2−6, 3−6       |
| Guanyadora | 71.  | 19 de febrer de 1973    | Indianàpolis (3)                                               | Moqueta (i)  | Billie Jean King     | Margaret Smith Court Lesley Hunt        | 7−6, 6−4            |
| Guanyadora | 72.  | 28 de febrer de 1973    | Detroit, Estats Units                                          | Moqueta (i)  | Billie Jean King     | Karen Krantzcke Betty Stöve             | 6−3, 3−6, 6−1       |
| Guanyadora | 73.  | 5 de març de 1973       | Chicago                                                        | Moqueta (i)  | Billie Jean King     | Karen Krantzcke Betty Stöve             | 6−4, 6−2            |
| Guanyadora | 74.  | 9 d'abril de 1973       | Boston, Estats Units                                           | Dura (i)     | Billie Jean King     | Françoise Dürr Betty Stöve              | 6−4, 6−2            |
| Guanyadora | 75.  | 16 d'abril de 1973      | Jacksonville, Estats Units                                     | Terra batuda | Billie Jean King     | Françoise Dürr Betty Stöve              | 7−6, 5−7, 6−3       |
| Finalista  | 22.  | 30 d'abril de 1973      | Hilton Head, Estats Units                                      | Terra batuda | Billie Jean King     | Françoise Dürr Betty Stöve              | 6−3, 4−6, 3−6       |
| Guanyadora | 76.  | 3 de juny de 1973       | Mobile, Estats Units                                           |              | Billie Jean King     | Françoise Dürr Valerie Ziegenfuss       | 6−3, 4−6, 6−2       |
| Guanyadora | 77.  | 11 de juny de 1973      | Nottingham, Regne Unit                                         | Gespa        | Billie Jean King     | Chris Evert Betty Stöve                 | 6−2, 9−7            |
| Guanyadora | 78.  | 18 de juny de 1973      | Londres (4)                                                    | Gespa        | Billie Jean King     | Françoise Dürr Betty Stöve              | 4−6, 6−3, 7−5       |
| Guanyadora | 79.  | 25 de juny de 1973      | Wimbledon (5)                                                  | Gespa        | Billie Jean King     | Françoise Dürr Betty Stöve              | 6−1, 4−6, 7−5       |
| Guanyadora | 80.  | 30 de juliol de 1973    | Denver, Estats Units                                           | Dura         | Billie Jean King     | Françoise Dürr Betty Stöve              | 3−2, retirada       |
| Finalista  | 23.  | 27 d'agost de 1973      | US Open (4)                                                    | Gespa        | Billie Jean King     | Margaret Smith Court Virginia Wade      | 6−3, 3−6, 5−7       |
| Finalista  | 24.  | 1 d'octubre de 1973     | Phoenix                                                        | Dura         | Billie Jean King     | Kerry Harris Kerry Melville             | 4−6, 4−6            |
| Guanyadora | 81.  | 15 d'octubre de 1973    | Virginia Slims Championships, Boca Raton, Estats Units         | Terra batuda | Margaret Smith Court | Françoise Dürr Betty Stöve              | 6−2, 6−4            |
| Guanyadora | 82.  | 231 de novembre de 1973 | Baltimore, Estats Units                                        | Moqueta (i)  | Billie Jean King     | Françoise Dürr Betty Stöve              | 3−6, 6−4, 6−2       |
| Guanyadora | 83.  | 20 de febrer de 1974    | Detroit (2)                                                    | Moqueta (i)  | Billie Jean King     | Françoise Dürr Betty Stöve              | 2−6, 6−4, 7−5       |
| Guanyadora | 84.  | 18 de març de 1974      | Akron, Estats Units                                            | Moqueta (i)  | Billie Jean King     | Julie Heldman Olga Morozova             | 6−2, 6−4            |
| Guanyadora | 85.  | 22 d'abril de 1974      | Filadèlfia (2)                                                 | Moqueta (i)  | Billie Jean King     | Kerry Harris Lesley Hunt                | 6−3, 7−6            |
| Guanyadora | 86.  | 29 d'abril de 1974      | Hilton Head                                                    | Terra batuda | Olga Morozova        | Karen Krantzcke Helen Gourlay           | 6−2, 6−1            |
| Guanyadora | 87.  | 26 d'agost de 1974      | US Open (3)                                                    | Gespa        | Billie Jean King     | Françoise Dürr Betty Stöve              | 7−6, 6−7, 6−4       |
| Finalista  | 25.  | 16 de setembre de 1974  | Orlando, Estats Units                                          | Terra batuda | Billie Jean King     | Françoise Dürr Betty Stöve              | 3−6, 7−6, 4−6       |
| Guanyadora | 88.  | 14 d'octubre de 1974    | Virginia Slims Championships, Los Angeles, Estats Units (2)    | Moqueta (i)  | Billie Jean King     | Françoise Dürr Betty Stöve              | 6−1, 6−7, 7−5       |
| Guanyadora | 89.  | 18 de novembre de 1974  | Hirakata, Japó                                                 | Moqueta (i)  | Lesley Hunt          | Julie Heldman Kazuko Sawamatsu          | 6−3, 6−4            |
| Finalista  | 26.  | 6 de gener de 1975      | San Francisco                                                  | Moqueta (i)  | Virginia Wade        | Chris Evert Billie Jean King            | 2−6, 5−7            |
| Guanyadora | 90.  | 3 de març de 1975       | Boston (2)                                                     | Moqueta (i)  | Billie Jean King     | Chris Evert Martina Navrátilová         | 6−3, 6−4            |
| Finalista  | 27.  | 24 de març de 1975      | Filadèlfia                                                     | Moqueta (i)  | Billie Jean King     | Evonne Goolagong Betty Stöve            | 6−4, 4−6, 6−7       |
| Finalista  | 28.  | 9 d'abril de 1975       | Bridgestone Doubles, Tòquio, Japó                              | Moqueta (i)  | Billie Jean King     | Margaret Smith Court Virginia Wade      | 7−6(2), 6−7(2), 2−6 |
| Finalista  | 29.  | 21 d'abril de 1975      | Amelia Island, Estats Units                                    | Terra batuda | Olga Morozova        | Evonne Goolagong Virginia Wade          | 6−4, 4−6, 2−6       |
| Finalista  | 30.  | 25 d'agost de 1975      | US Open (5)                                                    | Terra batuda | Billie Jean King     | Margaret Smith Court Virginia Wade      | 5−7, 6−2, 6−7       |
| Finalista  | 31.  | 22 de setembre de 1975  | Denver                                                         | Moqueta (i)  | Martina Navrátilová  | Françoise Dürr Betty Stöve              | 6−3, 1−6, 6−7       |
| Finalista  | 32.  | 6 d'octubre de 1975     | Phoenix (2)                                                    | Dura         | Martina Navrátilová  | Françoise Dürr Betty Stöve              | 7−6, 4−6, 0−6       |
| Guanyadora | 91.  | 13 d'octubre de 1975    | Orlando                                                        | Terra batuda | Wendy Overton        | Chris Evert Martina Navrátilová         | Renúncia            |
| Guanyadora | 92.  | 20 d'octubre de 1975    | Hilton Head (2)                                                | Terra batuda | Chris Evert          | Evonne Goolagong Virginia Wade          | 7−5, 6−1            |
| Guanyadora | 93.  | 24 de novembre de 1975  | Osaka, Japó (2)                                                | Moqueta (i)  | Françoise Dürr       | Jeanne Evert Olga Morozova              | 6−3, 6−3            |
| Guanyadora | 94.  | 12 de gener de 1976     | Houston (2)                                                    | Moqueta (i)  | Françoise Dürr       | Chris Evert Martina Navrátilová         | 6−0, 7−5            |
| Finalista  | 33.  | 1 de març de 1976       | San Francisco (2)                                              | Moqueta (i)  | Françoise Dürr       | Billie Jean King Betty Stöve            | 4−6, 1−6            |
| Finalista  | 34.  | 22 de març de 1976      | Boston                                                         | Moqueta (i)  | Françoise Dürr       | Mona Guerrant Ann Kiyomura              | 6−3, 1−6, 5−7       |
| Finalista  | 35.  | 29 de març de 1976      | Filadèlfia (2)                                                 | Moqueta (i)  | Françoise Dürr       | Billie Jean King Betty Stöve            | 6−7(4), 4−6         |
| Guanyadora | 95.  | 13 de setembre de 1976  | Atlanta, Estats Units                                          | Moqueta (i)  | Françoise Dürr       | Betty Stöve Virginia Wade               | 6−0, 6−4            |
| Finalista  | 36.  | 1 de novembre de 1976   | Dewar Cup Final, Londres, Regne Unit                           | Moqueta (i)  | Chris Evert          | Betty Stöve Virginia Wade               | 3−6, 6−2, 3−6       |
| Finalista  | 37.  | 25 de novembre de 1976  | Tòquio, Japó                                                   | Moqueta (i)  | Françoise Dürr       | Sue Barker Ann Kiyomura                 | 6−4, 3−6, 1−6       |
| Finalista  | 38.  | 10 de gener de 1977     | Hollywood, Estats Units                                        | Moqueta (i)  | Chris Evert          | Martina Navrátilová Betty Stöve         | 4−6, 6−3, 4−6       |
| Guanyadora | 96.  | 24 de gener de 1977     | Minneapolis, Estats Units                                      | Moqueta (i)  | Martina Navrátilová  | Mima Jaušovec Virginia Ruzici           | 6−2, 6−1            |
| Guanyadora | 97.  | 31 de gener de 1977     | Seattle, Estats Units                                          | Moqueta (i)  | Chris Evert          | Françoise Dürr Martina Navrátilová      | 6−4, 3−6, 6−3       |
| Guanyadora | 98.  | 7 de febrer de 1977     | Chicago (2)                                                    | Moqueta (i)  | Chris Evert          | Margaret Smith Court Betty Stöve        | 6−3, 6−4            |
| Guanyadora | 99.  | 14 de febrer de 1977    | Los Angeles (4)                                                | Dura (i)     | Chris Evert          | Martina Navrátilová Betty Stöve         | 6−2, 6−4            |
| Guanyadora | 100. | 28 de març de 1977      | Hilton Head (3)                                                | Terra batuda | Chris Evert          | Françoise Dürr Virginia Wade            | 6−4, 6−2            |
| Finalista  | 39.  | 15 d'agost de 1977      | Toronto                                                        | Terra batuda | Evonne Goolagong     | Linky Boshoff Ilana Kloss               | 2−6, 3−6            |
| Guanyadora | 101. | 24 d'octubre de 1977    | San Juan (2)                                                   | Dura         | Billie Jean King     | Linky Boshoff Ilana Kloss               | 4−6, 6−2, 6−3       |
| Guanyadora | 102. | 9 de gener de 1978      | Hollywood                                                      | Moqueta (i)  | Wendy Turnbull       | Françoise Dürr Virginia Wade            | 6−2, 6−4            |
| Finalista  | 40.  | 30 de gener de 1978     | Chicago (2)                                                    | Moqueta (i)  | Joanne Russell       | Betty Stöve Evonne Goolagong            | 1−6, 4−6            |
| Guanyadora | 103. | 8 de gener de 1979      | Oakland, Estats Units                                          | Moqueta (i)  | Chris Evert          | Tracy Austin Betty Stöve                | 3−6, 6−4, 6−3       |
| Finalista  | 41.  | 22 de gener de 1979     | Hollywood (2)                                                  | Moqueta (i)  | Wendy Turnbull       | Tracy Austin Betty Stöve                | 2−6, 6−2, 2−6       |
| Guanyadora | 104. | 29 de gener de 1979     | Chicago (3)                                                    | Moqueta (i)  | Betty-Ann Stuart     | Ilana Kloss Greer Stevens               | 3−6, 7−5, 7−5       |
| Guanyadora | 105. | 12 de febrer de 1979    | Los Angeles (5)                                                | Moqueta (i)  | Chris Evert          | Martina Navrátilová Anne Smith          | 6−4, 1−6, 6−3       |
| Finalista  | 42.  | 26 de febrer de 1979    | Dallas                                                         | Moqueta (i)  | Chris Evert          | Martina Navrátilová Anne Smith          | 6−7, 2−6            |
| Guanyadora | 106. | 9 d'abril de 1979       | Hilton Head (4)                                                | Terra batuda | Martina Navrátilová  | Françoise Dürr Betty Stöve              | 6−4, 7−5            |
| Guanyadora | 107. | 21 de maig de 1979      | Berlín, Alemanya Occidental                                    | Terra batuda | Wendy Turnbull       | Evonne Goolagong Kerry Reid             | 6−2, 7−5            |
| Guanyadora | 108. | 30 de juliol de 1979    | San Diego (2)                                                  | Dura         | Martina Navrátilová  | Ann Kiyomura Betty-Ann Stuart           | 3−6, 6−4, 6−2       |
| Finalista  | 43.  | 8 d'octubre de 1979     | Phoenix (3)                                                    | Dura         | Chris Evert          | Betty Stöve Wendy Turnbull              | 4−6, 6−7            |
| Finalista  | 44.  | 2 de gener de 1980      | Colgate Series Championships, Washington DC, Estats Units (2)  | Moqueta (i)  | Billie Jean King     | Martina Navrátilová Chris Evert         | 4−6, 3−6            |
| Guanyadora | 109. | 28 de gener de 1980     | Seattle (2)                                                    | Moqueta (i)  | Wendy Turnbull       | Greer Stevens Virginia Wade             | 6−4, 2−6, 7−5       |
| Guanyadora | 110. | 4 de febrer de 1980     | Los Angeles (6)                                                | Moqueta (i)  | Martina Navrátilová  | Kathy Jordan Anne Smith                 | 7−6, 6−2            |
| Finalista  | 45.  | 3 de març de 1980       | Dallas (2)                                                     | Moqueta (i)  | Wendy Turnbull       | Billie Jean King Martina Navrátilová    | 6−4, 3−6, 3−6       |
| Guanyadora | 111. | 10 de març de 1980      | Boston (3)                                                     | Moqueta (i)  | Wendy Turnbull       | Billie Jean King Ilana Kloss            | 6−4, 7−6            |
| Finalista  | 46.  | 17 de març de 1980      | Avon Circuit Championships, Nova York (3)                      | Moqueta (i)  | Wendy Turnbull       | Billie Jean King Martina Navrátilová    | 3−6, 6−4, 3−6       |
| Finalista  | 47.  | 22 de març de 1980      | Carlsbad, Estats Units                                         | Dura         | Joanne Russell       | Laura duPont Pam Shriver                | 7−6, 4−6, 1−6       |
| Guanyadora | 112. | 14 d'abril de 1980      | Amelia Island                                                  | Terra batuda | Ilana Kloss          | Kathy Jordan Pam Shriver                | 7−6, 7−6            |
| Finalista  | 48.  | 9 de juny de 1980       | Chichester, Regne Unit                                         | Gespa        | Wendy Turnbull       | Pam Shriver Betty Stöve                 | 4−6, 5−7            |
| Finalista  | 49.  | 23 de juny de 1980      | Wimbledon                                                      | Gespa        | Wendy Turnbull       | Kathy Jordan Anne Smith                 | 6−4, 5−7, 1−6       |
| Finalista  | 50.  | 28 de juliol de 1980    | San Diego                                                      | Dura         | Wendy Turnbull       | Tracy Austin Ann Kiyomura               | 6−3, 4−6, 3−6       |
| Guanyadora | 113. | 10 de novembre de 1980  | Tampa, Estats Units                                            | Dura         | Candy Reynolds       | Anne Smith Paula Smith                  | 7−6, 7−5            |
| Finalista  | 51.  | 1 de desembre de 1980   | Sydney (2)                                                     | Gespa        | Wendy Turnbull       | Pam Shriver Betty Stöve                 | 1−6, 6−4, 4−6       |
| Guanyadora | 114. | 7 de gener de 1981      | Colgate Series Championships, Washington DC (3)                | Moqueta (i)  | Wendy Turnbull       | Paula Smith Candy Reynolds              | 6−3, 4−6, 7−6       |
| Finalista  | 52.  | 12 de gener de 1981     | Kansas City, Estats Units                                      | Moqueta (i)  | Wendy Turnbull       | Barbara Potter Sharon Walsh             | 2−6, 6−7            |
| Guanyadora | 115. | 2 de febrer de 1981     | Detroit (3)                                                    | Moqueta (i)  | Wendy Turnbull       | Hana Mandlíková Betty Stöve             | 6−4, 6−2            |
| Guanyadora | 116. | 9 de febrer de 1981     | Oakland (2)                                                    | Moqueta (i)  | Wendy Turnbull       | Martina Navrátilová Virginia Wade       | 6−1, 6−4            |
| Guanyadora | 117. | 23 de febrer de 1981    | Seattle (3)                                                    | Moqueta (i)  | Wendy Turnbull       | Sue Barker Ann Kiyomura                 | 6−1, 6−4            |
| Guanyadora | 118. | 6 d'abril de 1981       | Hilton Head (5)                                                | Terra batuda | Wendy Turnbull       | Mima Jaušovec Pam Shriver               | 7−5, 7−5            |
| Finalista  | 53.  | 27 d'abril de 1981      | Orlando (2)                                                    | Terra batuda | Wendy Turnbull       | Martina Navrátilová Pam Shriver         | 1−6, 6−7            |
| Finalista  | 54.  | 27 de juliol de 1981    | San Diego (2)                                                  | Dura         | Pam Shriver          | Kathy Jordan Candy Reynolds             | 1−6, 6−2, 4−6       |
| Guanyadora | 119. | 24 d'agost de 1981      | Mahwah, Estats Units                                           | Dura         | Wendy Turnbull       | Candy Reynolds Betty Stöve              | 6−2, 6−1            |
| Finalista  | 55.  | 31 d'agost de 1981      | US Open (6)                                                    | Dura         | Wendy Turnbull       | Kathy Jordan Anne Smith                 | 3−6, 3−6            |
| Finalista  | 56.  | 21 de setembre de 1981  | Atlanta                                                        | Moqueta (i)  | Candy Reynolds       | Laura duPont Betsy Nagelsen             | 4−6, 5−7            |
| Finalista  | 57.  | 28 de setembre de 1981  | Minneapolis                                                    | Moqueta (i)  | Wendy Turnbull       | Martina Navrátilová Pam Shriver         | 3−6, 6−7            |
| Guanyadora | 120. | 5 d'octubre de 1981     | Tampa (2)                                                      | Dura         | Wendy Turnbull       | Martina Navrátilová Renáta Tomanová     | 6−3, 6−4            |
| Finalista  | 58.  | 14 de desembre de 1981  | Toyota Series Championships, East Rutherford, Estats Units (4) | Dura (i)     | Wendy Turnbull       | Martina Navrátilová Pam Shriver         | 3−6, 4−6            |
| Guanyadora | 121. | 18 de gener de 1982     | Seattle (4)                                                    | Moqueta (i)  | Wendy Turnbull       | Kathy Jordan Anne Smith                 | 7−5, 6−4            |
| Finalista  | 59.  | 25 de gener de 1982     | Chicago (3)                                                    | Moqueta (i)  | Wendy Turnbull       | Martina Navrátilová Pam Shriver         | 5−7, 4−6            |
| Finalista  | 60.  | 1 de febrer de 1982     | Detroit                                                        | Moqueta (i)  | Wendy Turnbull       | Leslie Allen Mima Jaušovec              | 4−6, 0−6            |
| Finalista  | 61.  | 15 de març de 1982      | Boston (2)                                                     | Moqueta (i)  | Wendy Turnbull       | Kathy Jordan Anne Smith                 | 6−7, 6−2, 4−6       |
| Guanyadora | 122. | 3 d'abril de 1982       | Palm Beach, Estats Units                                       | Terra batuda | Wendy Turnbull       | Evonne Goolagong Betty Stöve            | 6−1, 7−6            |
| Guanyadora | 123. | 26 d'abril de 1982      | Orlando (2)                                                    | Terra batuda | Wendy Turnbull       | Kathy Jordan Anne Smith                 | 6−3, 6−3            |
| Finalista  | 62.  | 24 de maig de 1982      | Roland Garros (3)                                              | Terra batuda | Wendy Turnbull       | Martina Navrátilová Anne Smith          | 3−6, 4−6            |
| Finalista  | 63.  | 7 de juny de 1982       | Birmingham, Regne Unit                                         | Gespa        | Wendy Turnbull       | Jo Durie Anne Hobbs                     | 3−6, 2−6            |
| Finalista  | 64.  | 23 d'agost de 1982      | Mahwah                                                         | Dura         | Wendy Turnbull       | Barbara Potter Sharon Walsh             | 1−6, 4−6            |
| Guanyadora | 124. | 30 d'agost de 1982      | US Open (4)                                                    | Dura         | Wendy Turnbull       | Barbara Potter Sharon Walsh             | 6−4, 6−4            |
| Guanyadora | 125. | 27 de setembre de 1982  | Filadèlfia (3)                                                 | Moqueta (i)  | Wendy Turnbull       | Barbara Potter Sharon Walsh             | 3−6, 7−6, 6−4       |
| Finalista  | 65.  | 4 d'octubre de 1982     | Deerfield Beach, Estats Units                                  | Dura         | Wendy Turnbull       | Barbara Potter Sharon Walsh             | 6−7, 6−7            |
| Guanyadora | 126. | 6 de desembre de 1982   | Richmond (3)                                                   | Moqueta (i)  | Candy Reynolds       | Joanne Russell Virginia Ruzici          | 6−3, 6−4            |
| Finalista  | 66.  | 24 de gener de 1983     | Marco Island, Estats Units                                     | Terra batuda | Wendy Turnbull       | Andrea Jaeger Mary Lou Piatek           | 5−7, 4−6            |
| Finalista  | 67.  | 21 de febrer de 1983    | Oakland                                                        | Moqueta (i)  | Wendy Turnbull       | Claudia Kohde-Kilsch Eva Pfaff          | 4−6, 6−4, 4−6       |
| Finalista  | 68.  | 7 de març de 1983       | Dallas (3)                                                     | Moqueta (i)  | Wendy Turnbull       | Martina Navrátilová Pam Shriver         | 3−6, 2−6            |
| Finalista  | 69.  | 25 d'abril de 1983      | Atlanta (2)                                                    | Dura         | Wendy Turnbull       | Alycia Moulton Sharon Walsh             | 3−6, 6−7            |
| Finalista  | 70.  | 20 de juny de 1983      | Wimbledon (2)                                                  | Gespa        | Wendy Turnbull       | Martina Navrátilová Pam Shriver         | 2−6, 2−6            |
| Finalista  | 71.  | 3 d'octubre de 1983     | Detroit (2)                                                    | Moqueta (i)  | Wendy Turnbull       | Kathy Jordan Barbara Potter             | 4−6, 1−6            |
| Finalista  | 72.  | 9 de gener de 1984      | Oakland (2)                                                    | Moqueta (i)  | Alycia Moulton       | Martina Navrátilová Pam Shriver         | 2−6, 3−6            |
| Guanyadora | 127. | 15 de febrer de 1988    | Oakland (3)                                                    | Moqueta (i)  | Martina Navrátilová  | Hana Mandlíková Jana Novotná            | 6−4, 6−4            |

### Dobles mixts: 10 (6−4)
| Títols per superfície |
| --------------------- |
| Dura (1−0)            |
| Gespa (4−3)           |
| Terra batuda (1−1)    |

| Resultat   | Núm. | Data                   | Torneig                        | Superfície   | Parella         | Oponents                           | Marcador      |
| ---------- | ---- | ---------------------- | ------------------------------ | ------------ | --------------- | ---------------------------------- | ------------- |
| Guanyadora | 1.   | 29 de gener de 1967    | Auckland, Nova Zelanda         | Gespa        | Graham Stilwell |                                    |               |
| Finalista  | 1.   | 31 d'agost de 1967     | US Championships, Estats Units | Gespa        | Stan Smith      | Billie Jean King Owen Davidson     | 3−6, 2−6      |
| Guanyadora | 2.   | 29 de setembre de 1967 | Berkeley, Estats Units         | Dura         | Marty Riessen   | Julie Heldman Torben Ulrich        | 6−1, 6−4      |
| Guanyadora | 3.   | 22 de juny de 1970     | Wimbledon, Regne Unit          | Gespa        | Ilie Năstase    | Olga Morozova Alex Metreveli       | 6−3, 4−6, 9−7 |
| Guanyadora | 4.   | 6 de juliol de 1970    | Newport, Regne Unit            | Gespa        | Cliff Drysdale  | Judy Tegart-Dalton Owen Davidson   | 5−7, 6−3, 6−3 |
| Guanyadora | 5.   | 26 de juny de 1972     | Wimbledon (2)                  | Gespa        | Ilie Năstase    | Evonne Goolagong Kim Warwick       | 6−4, 6−4      |
| Finalista  | 2.   | 28 d'agost de 1972     | US Open (2)                    | Gespa        | Ilie Năstase    | Margaret Smith Court Marty Riessen | 3−6, 5−7      |
| Guanyadora | 6.   | 25 d'agost de 1975     | US Open                        | Tera batuda  | Dick Stockton   | Billie Jean King Fred Stolle       | 6−3, 6−7, 6−3 |
| Finalista  | 3.   | 20 d'octubre de 1975   | Hilton Head, Estats Units      | Terra batuda | Ilie Năstase    | Evonne Goolagong Rod Laver         | 3−6, 3−6      |
| Finalista  | 4.   | 21 de juny de 1976     | Wimbledon                      | Gespa        | Dick Stockton   | Françoise Dürr Tony Roche          | 3−6, 6−2, 5−7 |

### Equips: 7 (7−0)
| Resultat   | Núm. | Data                   | Torneig                                         | Superfície   | Equip                                                     | Oponents                                            | Marcador |
| ---------- | ---- | ---------------------- | ----------------------------------------------- | ------------ | --------------------------------------------------------- | --------------------------------------------------- | -------- |
| Guanyadora | 1.   | 11 de juny de 1967     | Copa Federació, Berlín, Alemanya Occidental     | Terra batuda | Billie Jean King                                          | Ann Haydon-Jones Virginia Wade                      | 2−0      |
| Guanyadora | 2.   | 22 d'agost de 1976     | Copa Federació, Filadèlfia, Estats Units (2)    | Moqueta      | Billie Jean King                                          | Evonne Goolagong-Cawley Kerry Melville Reid         | 2−1      |
| Guanyadora | 3.   | 13 de juny de 1977     | Copa Federació, Eastbourne, Regne Unit (3)      | Gespa        | Chris Evert Billie Jean King                              | Dianne Fromholtz Kerry Melville Reid Wendy Turnbull | 2−1      |
| Guanyadora | 4.   | 27 de novembre de 1978 | Copa Federació, Melbourne, Austràlia (4)        |              | Tracy Austin Chris Evert Billie Jean King                 | Kerry Melville Reid Wendy Turnbull                  | 2−1      |
| Guanyadora | 5.   | 30 d'abril de 1979     | Copa Federació, Madrid, Espanya (5)             | Terra batuda | Tracy Austin Chris Evert-Lloyd Billie Jean King           | Dianne Fromholtz Kerry Melville Reid Wendy Turnbull | 3−0      |
| Guanyadora | 6.   | 25 de maig de 1980     | Copa Federació, Berlín, Alemanya Occidental (6) | Terra batuda | Tracy Austin Chris Evert-Lloyd Kathy Jordan               | Dianne Fromholtz Susan Leo Wendy Turnbull           | 3−0      |
| Guanyadora | 7.   | 15 de novembre de 1981 | Copa Federació, Tòquio, Japó (7)                | Terra batuda | Tracy Austin Chris Evert-Lloyd Andrea Jaeger Kathy Jordan | Sue Barker Jo Durie Virgina Wade                    | 3−0      |

## Trajectòria

### Individual
| Open d'Austràlia | A  | A  | A  | SF | QF | QF | A  | A  | A  | A  | A  | A  | A  | A  | A  | A | A  | 1R | 1R | A  | A  | A   | A   | 0 / 5  |
| Roland Garros | A  | A  | A  | 4R | 4R | QF | QF | A  | 3R | A  | A  | A  | A  | A  | A  | A | 1R | A  | 2R | A  | A  | A   | A   | 0 / 7  |
| Wimbledon | A  | A  | 4R | SF | 4R | SF | SF | 2R | SF | QF | 4R | 4R | QF | QF | QF | A | 3R | 2R | 1R | 2R | 3R | 1R  | A   | 0 / 18 |
| US Open | 3R | 1R | SF | 4R | 3R | SF | F  | F  | QF | QF | QF | 1R | QF | 4R | 4R | A | 1R | 1R | 4R | 2R | 3R | 2R  | 2R  | 0 / 21 |
| Rànquing a final d'any |    |    |    |    |    |    |    |    |    |    |    |    |    |    |    |   |    |    |    |    | 58 | 172 | 183 |        |
| Llegenda: G: Guanyadora; F: Finalista; SF: Semifinalista; QF: Quarts de final; Q: Qualificació; A: Absent; RR: Round Robin; |    |    |    |    |    |    |    |    |    |    |    |    |    |    |    |   |    |    |    |    |    |     |     |        |

### Dobles femenins
| Torneig | 1964 | 1965 | 1966 | 1967 | 1968 | 1969 | 1970 | 1971 | 1972 | 1973 | 1974 | 1975 | 1976 | 1977 | 1977 | 1978 | 1979 | 1980 | 1981 | 1982 | 1983 | 1984 | 1985 | 1986 | 1987 | 1988 | 1989 | Títols |
| --- | ---- | ---- | ---- | ---- | ---- | ---- | ---- | ---- | ---- | ---- | ---- | ---- | ---- | ---- | ---- | ---- | ---- | ---- | ---- | ---- | ---- | ---- | ---- | ---- | ---- | ---- | ---- | ------ |
| Open d'Austràlia | A    | A    | A    | QF   | SF   | F    | A    | A    | A    | A    | A    | A    | A    | A    | A    | A    | A    | SF   | SF   | QF   | A    | A    | A    | NC   | A    | A    | A    | 0 / 6  |
| Roland Garros | A    | A    | A    | QF   | F    | QF   | F    | A    | 2R   | A    | A    | A    | A    | A    | A    | A    | QF   | A    | 2R   | F    | QF   | A    | A    | A    | A    | 2R   | A    | 0 / 10 |
| Wimbledon | A    | A    | QF   | G    | G    | 3R   | G    | G    | SF   | G    | QF   | SF   | QF   | 2R   | 2R   | A    | QF   | F    | 2R   | SF   | F    | A    | 1R   | A    | A    | 1R   | 2R   | 5 / 20 |
| US Open | QF   | A    | F    | G    | F    | SF   | F    | G    | SF   | F    | G    | F    | QF   | 1R   | 1R   | A    | SF   | QF   | F    | G    | QF   | 3R   | 2R   | 2R   | A    | 1R   | 2R   | 4 / 23 |
| Llegenda: G: Guanyadora; F: Finalista; SF: Semifinalista; QF: Quarts de final; Q: Qualificació; A: Absent; RR: Round Robin; |      |      |      |      |      |      |      |      |      |      |      |      |      |      |      |      |      |      |      |      |      |      |      |      |      |      |      |        |

### Dobles mixts
| Open d'Austràlia | A  | A  | A  | QF | QF | SF | No celebrat | No celebrat | No celebrat | No celebrat | No celebrat | No celebrat | No celebrat | No celebrat | No celebrat | No celebrat | No celebrat | No celebrat | No celebrat | No celebrat | No celebrat | No celebrat | No celebrat | A | A  | A  | 0 / 3  |
| Roland Garros | A  | A  | A  | 2R | SF | 2R | SF          | A           | SF          | A           | A           | A           | A           | A           | A           | A           | A           | A           | A           | A           | A           | A           | A           | A | 1R | A  | 0 / 6  |
| Wimbledon | A  | A  | 3R | QF | QF | QF | G           | SF          | G           | QF          | A           | QF          | F           | 2R          | A           | 3R          | QF          | 2R          | 2R          | 1R          | 1R          | 2R          | A           | A | 1R | 1R | 2 / 20 |
| US Open | 2R | 2R | 1R | F  | A  | QF | QF          | SF          | F           | SF          | A           | G           | SF          | QF          | A           | A           | 1R          | A           | 1R          | 1R          | 2R          | 1R          | 2R          | A | A  | A  | 1 / 18 |
| Llegenda: G: Guanyadora; F: Finalista; SF: Semifinalista; QF: Quarts de final; Q: Qualificació; A: Absent; RR: Round Robin; |    |    |    |    |    |    |             |             |             |             |             |             |             |             |             |             |             |             |             |             |             |             |             |   |    |    |        |